# TuS Eintracht Dortmund
Der TuS Eintracht Dortmund (offiziell: Turn- und Sportverein Eintracht 1848 Dortmund e. V.) war ein Sportverein aus Dortmund. Im Jahre 1969 fusionierte der TuS Eintracht mit dem Dortmunder SC 95 zum TSC Eintracht Dortmund.

## Geschichte
Der Verein wurde am 15. Juli 1848 als TV Eintracht Dortmund von zwanzig jungen Turnern gegründet und ist damit der älteste Sportverein der Stadt. Nach dem Ende des Zweiten Weltkrieges erfolgte die Umbenennung in TuS Eintracht Dortmund. Der Verein besaß am Rheinlanddamm ein Stadion und eine Sporthalle. Von dort organisierte die Gestapo die Deportation von 800 Juden ins heute polnische Zamość, wo sie schließlich ermordet wurden.

### Handball
Die Feldhandballer des TV Eintracht spielten in den 1930er Jahren in der seinerzeit erstklassigen Gauliga Westfalen und wurde dort in den Jahren 1936 und 1939 Vizemeister jeweils hinter dem MSV Hindenburg Minden. Nach dem Ende des Zweiten Weltkrieges gehörten die Handballer des nunmehr TuS Eintracht genannten Vereins im Jahre 1947 zu den Gründungsmitgliedern der Oberliga Westfalen, aus der sie jedoch am Saisonende absteigen mussten und nie mehr zurückkehrten. Im Hallenhandball erreichte die Eintracht 1957 und 1966 die Endrunde um die Westfalenmeisterschaft, kamen aber bei beiden Teilnahmen nicht über die Gruppenphase hinaus. Im Jahre 1968 qualifizierten sich die Dortmunder für die neu geschaffene Oberliga Westfalen, wo sie sich ein Jahr später für die neu geschaffene Regionalliga qualifizieren konnten. Dort trat die Eintracht nach der Fusion unter dem Namen TSC Eintracht Dortmund an.

### Eishockey
Im Jahre 1956 gründete der TuS Eintracht Dortmund eine Eishockeyabteilung, die schon drei Jahre später in die seinerzeit zweitklassige Oberliga aufstieg. Zwei Jahre später wurden die Dortmunder unter Trainer Ēriks Koņeckis dort Meister und setzten sich in der Relegation zur Bundesliga gegen den ESV Kaufbeuren durch. In der höchsten Spielklasse angekommen kämpften die Dortmunder gegen den Abstieg. 1962 schaffte die Eintracht den Klassenerhalt in der Relegation gegen den EV Landshut. Ein Jahr später kam es zur Neuauflage der Relegation, wo sich die Landshuter durchsetzen konnten. Als Meister der Oberligasaison 1963/64 schafften die Dortmunder den direkten Wiederaufstieg. Die Eintracht wurde in der darauffolgenden Spielzeit abgeschlagener Tabellenletzter und scheiterte in der Relegation am VfL Bad Nauheim. Vor dem Beginn der Oberligasaison 1965/66 zogen die Dortmunder ihre Mannschaft zurück und die Abteilung wurde aufgelöst.
Heinz Ohlber nahm mit der deutschen Nationalmannschaft an der Weltmeisterschaft 1963 in der schwedischen Stadt Stockholm teil. Dieter Hoja wurde 1967 mit der Düsseldorfer EG Deutscher Meister.

### Fußball
Die Fußballabteilung des damaligen TV Eintracht wurde im Jahre 1920 gegründet, nachdem eine geplante Fusion mit dem Dortmunder SC 95 gescheitert war. Die Eintracht nahm am Spielbetrieb der Deutschen Turnerschaft (DT) teil. Im Jahre 1930 qualifizierte sich die Eintracht für die Endrunde um die deutsche Meisterschaft der DT, scheiterte dort aber bereits in der ersten Runde nach einer 2:3-Niederlage gegen die Kruppsche TG Essen. Nach der Beilegung des Turnerstreits im gleichen Jahre wechselte die Mannschaft in den Spielbetrieb des Deutschen Fußball-Bundes, konnte aber nicht mehr an den Erfolg von 1930 anknüpfen. Nach dem Ende des Zweiten Weltkrieges spielte die Eintracht zunächst lange Zeit nur auf Kreisebene. Lediglich von 1961 bis 1963 spielte der Verein in der Bezirksklasse. Der TuS Eintracht Dortmund brachte mit Jürgen Boduszek, Ulrich Braun und Karl-Heinz Granitza drei Bundesligaspieler hervor.

### Rollhockey
Die Rollhockeymannschaft des TuS Eintracht wurde im Jahre 1950 deutscher Meister.

### Leichtathletik
Alfred Lingau wurde 1928 deutscher Meister im beidhändigen Diskuswurf und drei Jahre später deutscher Meister im Steinstoßen.

### Turnen
Ernst Braun wurde 1944 in Krems an der Donau Deutscher Meister im Geräteturnen.